# Gmina Odrzywół
Die Gmina Odrzywół ist eine Stadt-und-Land-Gemeinde im Powiat Przysuski der Woiwodschaft Masowien in Polen. Sie hat etwa 3700 Einwohner. Ihr Sitz ist die gleichnamige Stadt mit etwa 1000 Einwohnern.

## Geographie

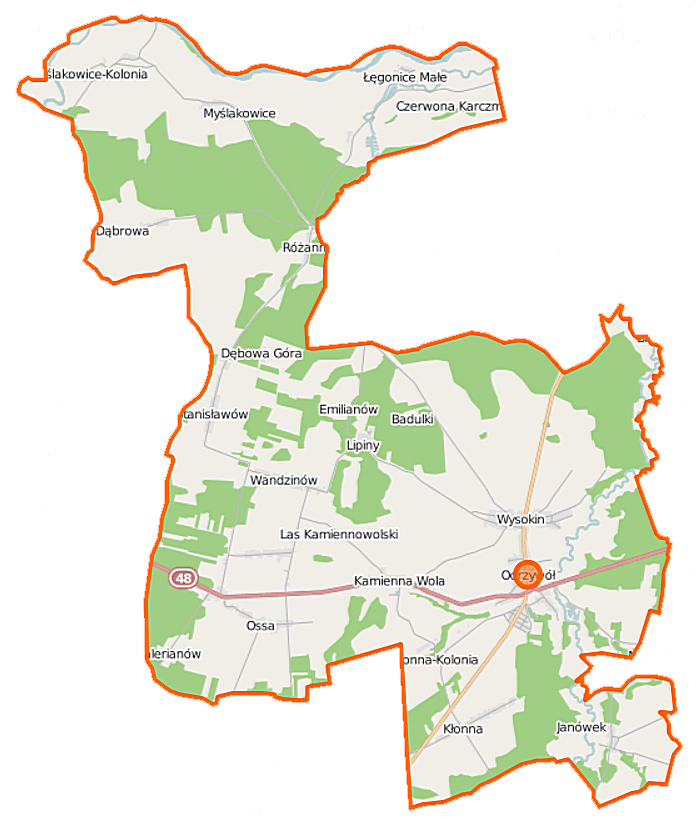
Karte der Gemeinde

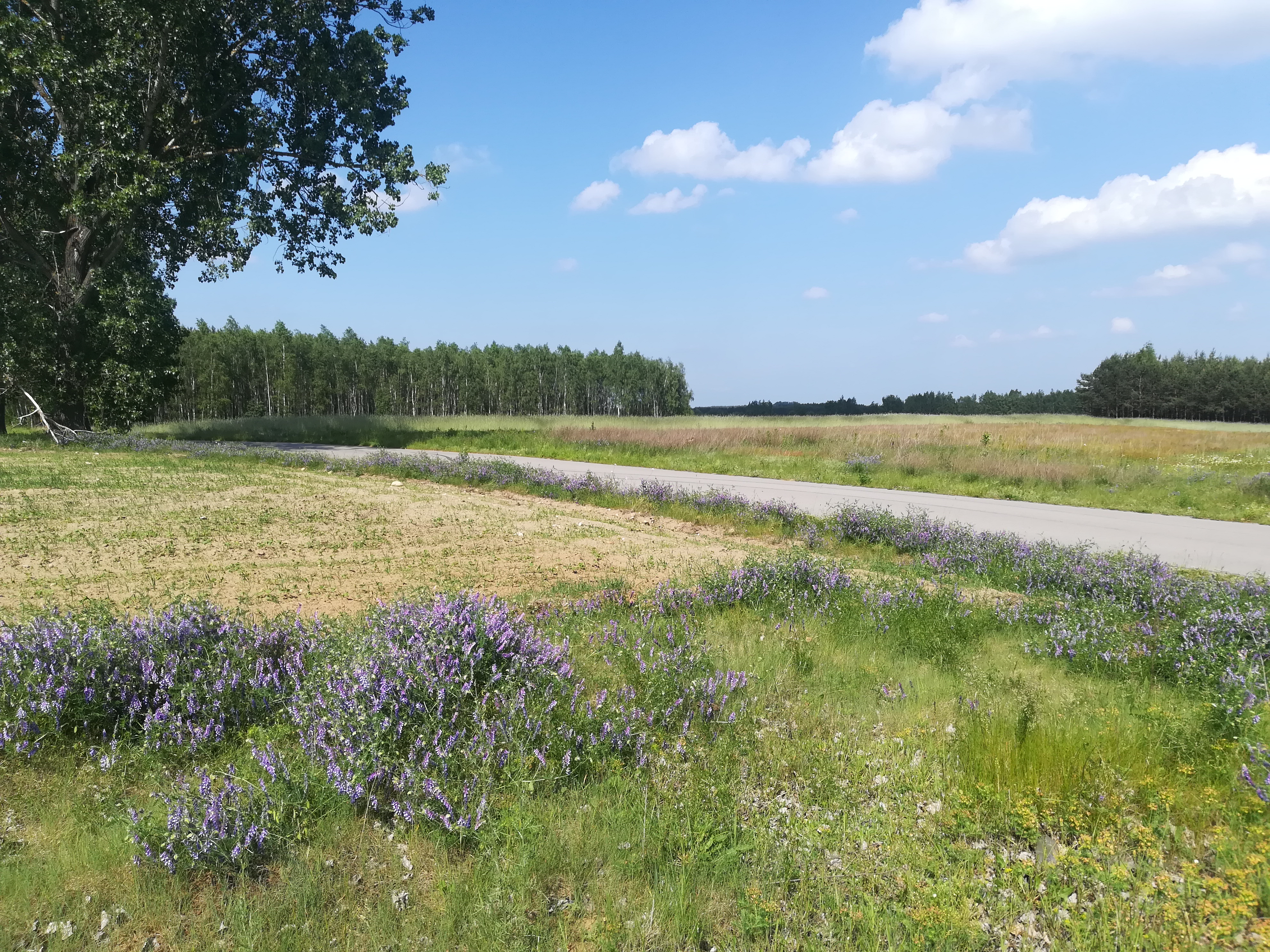
Landschaft bei Kolonia Ossa

Die Gemeinde liegt im Südwesten der Woiwodschaft und grenzt im Westen an die Woiwodschaft Łódź. Die Großstadt Radom liegt etwa 45 Kilometer östlich. Die Gemeinde hat eine Fläche von 99 km², von der 70 Prozent land- und 25 Prozent forstwirtschaftlich genutzt werden. Ihr Gebiet ist mit etwa 37 Einwohnern/km² dünn besiedelt. Die Drzewiczka und ihr Zufluss Karczniczka, der in Odrzywół einmündet durchziehen das Gemeindegebiet. Erstere mündet in die Pilica, die die Nordgrenze der Gemeinde bildet. Fast das gesamte Gebiet der Gemeinde ist als Natura-2000-Gebiet und Teil des Landschaftsschutzgebiets Drzewiczka- und Pilicatal geschützt.

## Geschichte
Die Gemeinde liegt im historischen Sandomierer Land und in der Region Opoczno. In russischer Zeit wurden Odrzywół 1870 nach dem Januaraufstand die Stadtrechte aberkannt. Die Landgemeinde Ossa wurde 1954 in Gromadas aufgelöst. Von 1975 bis 1998 gehörte das Gemeindegebiet zur Woiwodschaft Radom. Der historische Powiat Opoczyński wurde 1975 aufgelöst. Die Landgemeinde Odrzywół wurde zum 1. Januar 1973 aus Gromadas der Gmina Ossa errichtet. Die Gemeinde kam 1999 an die Woiwodschaft Masowien und den Powiat Przysuski. Zum 1. Januar 2024 erhielt der Hauptort wieder Stadtrechte und die Gemeinde den Status einer Stadt-und-Land-Gemeinde.

## Gliederung
Zur Stadt-und-Land-Gemeinde (gmina miejsko-wiejska) Odrzywół gehören die namensgebende Stadt und 15 Dörfer. Stadt und Dörfer haben jeweils ein Schulzenamt (sołectwo):
Odrzywół
Ceteń
Dąbrowa
Jelonek
Kamienna Wola
Kłonna
Kolonia Ossa
Lipiny
Łęgonice Małe
Myślakowice
Myślakowice-Kolonia
Odrzywół
Różanna
Stanisławów
Wandzinów
Wysokin
Kleinere Dörfer der Gemeinde sind Badulki, Dębowa Góra, Emilianów, Kłonna-Kolonia, Las Kamiennowolski und Piaski.

## Verkehr
Die Landesstraße DK48 führt von Tomaszów Mazowiecki über Odrzywół und Białobrzegi nach Dęblin und durchzieht die Gemeinde von Westen nach Osten. Im Hauptort kreuzt die Woiwodschaftsstraße DW728, die von Drzewica über Nowe Miasto nad Pilicą nach Grójec führt.
Der nächste Bahnhof ist Drzewica in der Nachbargemeinde.
Der nächste internationale Flughafen ist Warschau.